# Wilhelm Lenk von Wolfsberg
Nikolaus Wilhelm Baron Lenk von Wolfsberg, né le 17 mars 1809, à Budweis en royaume de Bohême, Autriche-Hongrie -  décédé le 18 octobre 1894 à Troppau, Autriche-Hongrie) était un officier autrichien (Feldzeugmeister), titulaire du régiment d'artillerie no 4, c'était également un scientifique.

## Biographie

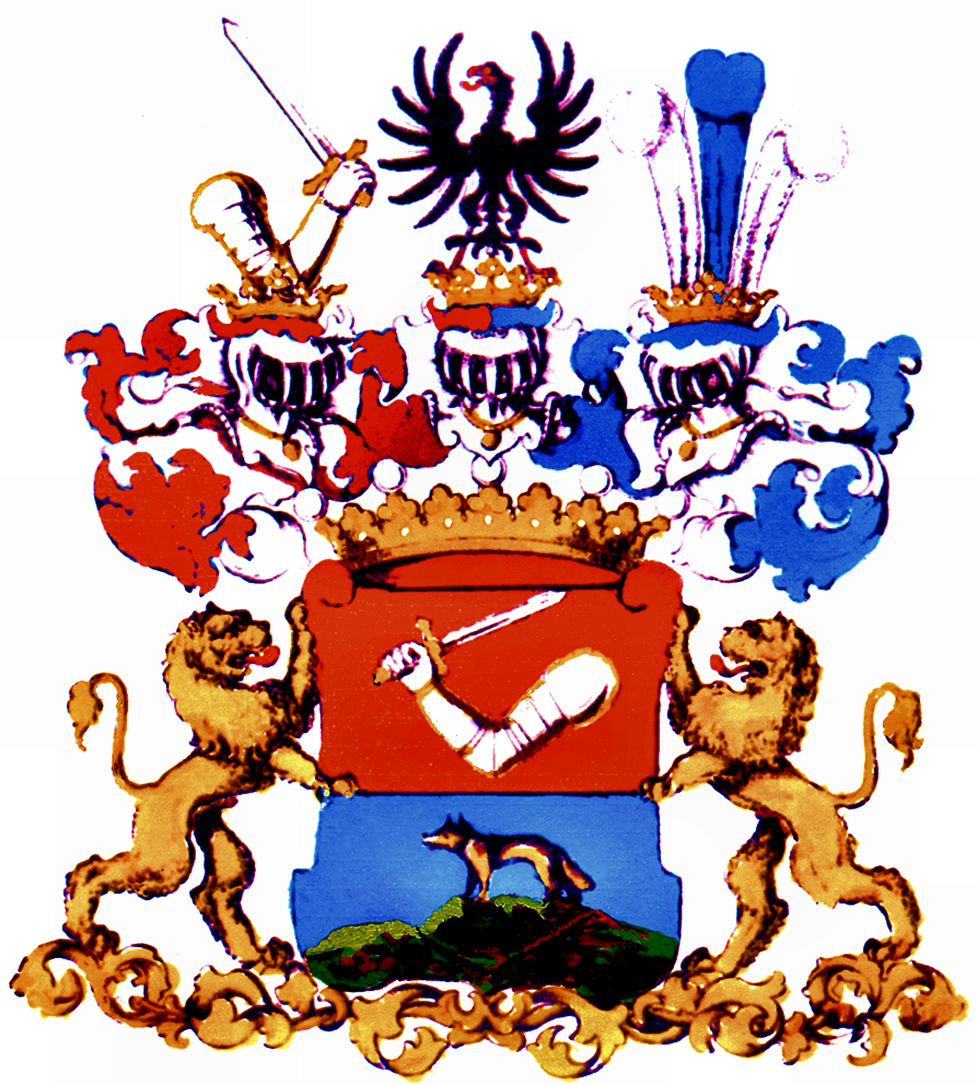
Blason de l'Barons Lenk von Wolfsberg 1829

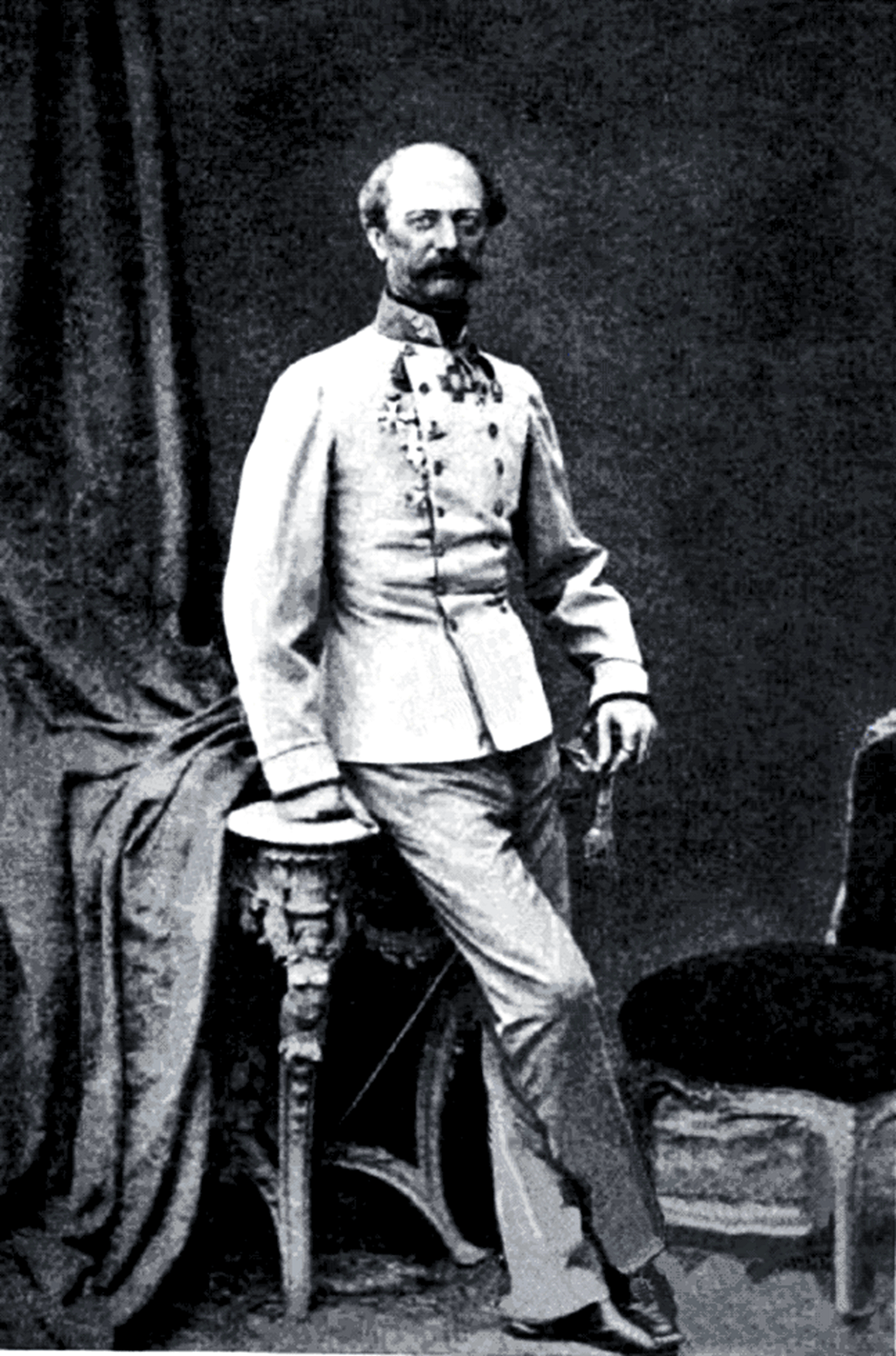
Wilhelm Freiherr Lenk von Wolfsberg après 1866

Le jeune William a commencé sa carrière en 1823 au 4e Régiment d'artillerie, et terminé en 1826 le cours de formation d'artillerie dans les centres d'entraînement militaires autrichiens et dans le Corps des Bombardiers, où il gravit en 1831 au grade de sous-lieutenant. Dans les années suivantes, il a servi en tant que commandant d'un détachement de Bombardiers dans la forteresse fédérale de Mayence, 1839, il était lieutenant dans le 1er Régiment d'artillerie, puis, en 1848 à Prague capitaine, en 1849 lorsque à Pierre Varadin et 1851 à Vienne dans le service de l'administration en le deuxième Régiment d'artillerie. Enfin, il a été nommé chef de service de la Division générale de l'artillerie et major (1852), où il pouvait se consacrer entièrement à son travail technique dans le domaine de la chimie technique (l'amélioration de coton-poudre.
Le 1er avril 1854, il a été promu lieutenant-colonel et nommé chef de la direction du 2e Département de la Direction générale de l'artillerie. Ce poste qu'il a occupé jusqu'à ce qu'il ait été immédiatement promu au grade de général de brigade (19 février 1861). On lui confia la direction du Comité d'artillerie, puis, en 1862, il a été nommé directeur national de l'artillerie à Vienne,.
Dans cette fonction, il est devenu le deuxième titulaire du régiment d'artillerie no 1. « Kaiser Franz Joseph » en 1866 1866, et il a obtenu comme chef de l'artillerie, en armant la  tête du pont Floridsdorf, le  camp retranché près de Vienne, de grands mérites pendant la guerre de 1866. Par conséquent, l'empereur François-Joseph Ier d'Autriche l'a promu le 9 novembre 1867 (rang du 13 novembre de l'année), général de division (en Autriche-Hongrie: Feldmarschalleutnant), et en 1871 il a nommé Wolfsberg au titulaire du Corps de régiment d'artillerie no 4,. En avril 1875, il lui confia le commandement de la forteresse d’Olmütz, qu'il a dirigé jusqu'à sa retraite.
Le 1er avril 1877, il a obtenu le grade de général de corps d'armée (Feldzeugmeister) et a pris sa retraite à sa demande,,.

## Réalisations techniques
Le baron lui-même s'occupait à partir de  1849 avec de travaux techniques, en particulier à l'amélioration et à la densité de la trinitrocellulose. Il a essayé d'utiliser la trinitrocellulose comme propulseur dans les pièces d'artillerie, particulièrement intense à l'amélioration et à la consolidation de la trinitrocellulose des armes à feu. Il a essayé d'utiliser le coton-poudre comme agent gonflant pour les armes. Par conséquent, le « K. K. Ärarische Schießwollanstalt » à Hirtenberg, un prédécesseur de la fabrique d'armes Hirtenberger AG (de) existant aujourd'hui, a été fondée en 1851. Le Feldzeugmeister réussit à créer une trinitrocellulose [C12H7(3NO4)O10], qui satisfaisait les exigences militaires pour la durée de conservation, une combustion régulière avec un taux de combustion élevé et une insensibilité à la température jusqu'à un point de 136 °C d'allumage.
Wolfsberg a breveté le procédé de sa méthode de compression contrôlée de la fibre du coton-poudre le 4 juin 1864. C'est la raison pour laquelle il a été invité à donner des conférences en Angleterre et en France. En France, il put présenter personnellement son travail à l'Empereur Napoléon III et reçut de sa main la Croix de Commandeur de la Légion d'honneur ainsi qu'une boîte à ses initiales, richement ornée de diamants.
Cependant, à la fin de 1865, à la suite de deux explosions dans un dépôt, la production a été abandonnée prématurément en Autriche, par crainte de combustion spontanée,.
Le politicien et poète politique Anastasius Grün (Anton Alexander comte d’Auersperg) écrit que c'était une erreur fatale de ne pas appliquer la méthode du Général Lenk de Wolfsberg. Les principales victimes de la défaite de Königgrätz ont été notamment les officiers de l'artillerie, tous diplômés de l'Académie d'ingénierie. Il l'a appelé « la batterie des morts ».
En outre, Wilhelm a inventé un bon détonateur à percussion, qui a fait ses preuves, ainsi qu'une grenade à shrapnel, et des tubes démontables pour canons de montagne. Il a aussi fourni une construction d'attelage, pour canons rayés. Les résultats étaient convaincants et 30 batteries de campagne en furent donc équipées,.

## Performances vues d'aujourd'hui
Son rendement ne sont pas encore oublié.
Gerhard Freiherr von Ledebur a écrit dans son livre sur la représentation historique des mines immergés, que Lenk a réussi à faire une trinitrocellulose qui satisfaisait aux exigences militaires pour la durée de conservation et la combustion uniforme avec une grande efficacité, aussi dans la brochure "European Association for Chemical and Molecular Sciences" (« L'Association européenne pour les sciences chimiques et moléculaires ».)
Wilhelm von Lenk Wolfsberg est mentionné dans les « inventions de 1849 » avec les noms de Ebelman, Halliday, Max von Pettenkofer dans le domaine de la chimie technologique.
Dans la publication en honneur du 150e anniversaire de Hirtenberger AG, qui a été créée sur l'initiative de Lenk, Wilhelm est désigné comme un homme avec une idée révolutionnaire, mais sa technologie n'était pas encore mûre pour l'époque. Finalement, la technologie moderne d'utiliser son invention dans les armes et la technologie de munitions date de 1890.
La dernière mention vient finalement de l'armée autrichienne en 2010 : « En 1860, l'officier autrichien Wilhelm von Lenk Wolfsberg a amélioré le coton-poudre." En outre, l'auteur fait remarquer que l'utilisation supplémentaire de ce matériau indispensable pour la production de torpilles, a commencé à partir de 1890.

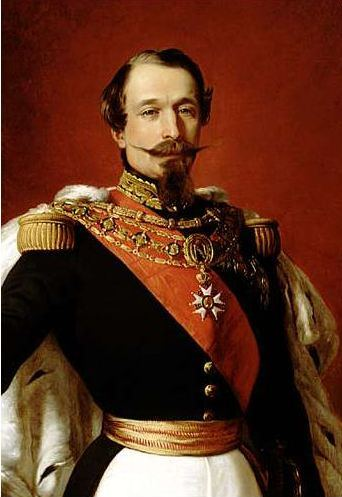
Napoleon III

## Récompenses (sélection)
- Chevalier de l’Ordre royal prussien de l'Aigle rouge 3e classe, 1850[17]
- Chevalier de l’Ordre impérial de Léopold, 1854[18]
- Ordre de Saint-Stanislas, 2e classe, avant 1860[19]
- Chevalier de l’Ordre royal prussien de l'Aigle rouge 2e classe, 1861[20],[21]
- Commandeur de l’Ordre royal bavarois de Saint-Michel (Bavière), 1863[22]
- Commandeur de l’Ordre national de la Légion d'honneur, 1864, présenté par l'empereur Napoléon III. personnellement[8],[23]
- Croix impériale du Mérite militaire avec Kriegsdekoration 1866[24]
- Commandeur de l'ordre impérial autrichien de la Couronne de fer, 2e classe, 1872[25]

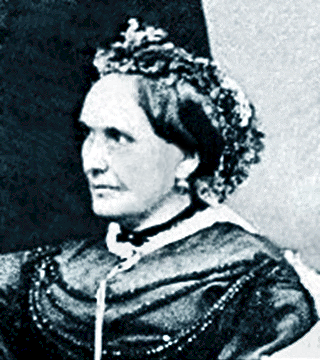
Eva Aloisia Schreher 1865

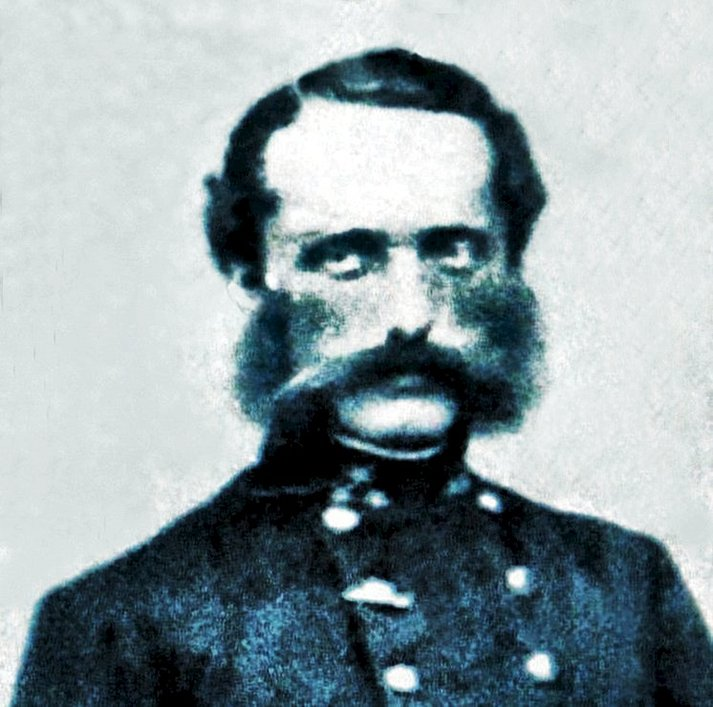
Rudolf Lenk v. Wolfsberg 1865

## Famille
Le général était le fils de Jacob Lenk Freiherr von Wolfsberg (n. 15 novembre 1766, Platz an der Naser - d. 29 juin 1837, Budweis, enterré à Prague), colonel et Chevalier de l’ordre militaire de Marie-Thérèse, et demi-frère du consul général austro-hongrois Lothar August (n. 1er octobre 1820, Prague – d. 31 janvier 1889, Nyon), Consul général, entre autres, à Barcelone et Marseille. Wilhelm s'est marié le 24 juin 1833 à Mayence avec Eveline Aloisia Schreher (n. 2 novembre 1810, Mayence - d. 7 janvier 1871, Troppau). Ils ont eu cinq enfants. Rudolf (n. 11 août 1834, Mayence - d. 25 mars 1907, Vienne), le fils aîné, était aussi un général autrichien. Une de ses filles, Malwine (n. 14 octobre 1839 - d. 23 septembre 1866), épousa le général autrichien Constantin von Buol Wischenau (1822-1893). La plus jeune, Friederike Berta (n. 28 décembre 1848, Mayence -  d. 12 octobre 1906, Vienne), était la femme du député du Conseil impérial de l'Autriche (Reichsrat)  et grand propriétaire terrien Karl Freiherr Putz von Rolsberg (n. 18 octobre 1852, Château de Leitersdorf - d. 12 janvier 1921, ibidem),.